# جنگ ایران و روم (۳۳۷–۳۶۱)
جنگ ۳۳۷–۳۶۱ ایران و روم مجموعه‌ای از درگیری‌های نظامی میان ایران ساسانی و امپراتوری بیزانس میان سال‌های ۳۳۷ و ۳۶۱ بود. این جنگ نتیجه تجاوز طولانی مدت میان قدرت‌های رقیب بر سر نفوذ در پادشاهی‌های مرزی ارمنستان و ایبری و همچنین علاقه شاهنشاه شاپور دوم پس از جنگش با اعراب، به لغو شرایط نامطلوب عهدنامه نصیبین بود که در جنگ قبلی میان دو امپراتوری بسته شده بود. گرچه رومیان به رهبری امپراتور کنستانتیوس دوم در چندین نبرد خونین شکست خوردند، شاپور توانست پیروزی قاطعی را بدست آورد.